# Kashima (Saga)
Kashima (鹿島市 Kashima-shi?) es una ciudad en la prefectura de Saga, Japón, localizada en la parte noroeste de la isla de Kyūshū. El 1 de marzo de 2021 tenía una población estimada de 27 710 habitantes y una densidad de población de 247 personas por km².

## Geografía
Kashima se encuentra en el sur de la prefectura de Saga, unos 60 kilómetros al suroeste de la ciudad de Saga. Limita con el mar de Ariake al este y la prefectura de Nagasaki al suroeste. El área sur contiene las montañas Tara y el área norte consiste en llanuras abiertas a lo largo de la costa.

## Historia
El área de la actual Kashima era parte de la antigua provincia de Hizen. Las villas de Minami-Kashima, Kita-Kashima, Hachihongi, Fureda, Nogomi y Nanaura fueron creadas dentro del distrito de Fujitsu, Saga, el 1 de abril de 1889. La villa de Minami-Kashima fue elevada al estatus de pueblo el 1 de diciembre de 1912 y Kita-Kashima pasó a llamarse villa de Kashima. La villa de Hachihongi se convirtió en el pueblo de Hama el 3 de agosto de 1918. 
La ciudad moderna fue establecida el 1 de abril de 1954, tras la fusión de Kashima con el pueblo de Hama y las villas de Kashima, Furueda y Nogomi. El 1 de enero de 2006, Muramatsu (del distrito de Nakakanbara) se fusionó con Kashima. Parte de la aldea de Nanaura se incorporó a la ciudad de Kashima en 1955, mientras que la parte restante se incorporó al pueblo de Tara.

## Demografía
Según los datos del censo japonés, la población de Kashima ha disminuido lentantemente en los últimos 40 años.
| Gráfica de evolución demográfica de Kashima entre 1950 y 2015 |
|                                                               |
| Oficina de Estadísticas de Japón                              |